# Cametours
Cametours – miejscowość i gmina we Francji, w regionie Normandia, w departamencie Manche.
Według danych na rok 1990 gminę zamieszkiwało 330 osób, a gęstość zaludnienia wynosiła 46 osób/km² (wśród 1815 gmin Dolnej Normandii Cametours plasuje się na 568. miejscu pod względem liczby ludności, natomiast pod względem powierzchni na miejscu 704.).